# Panda (distrito)

Localização do distrito de Panda em Moçambique

O distrito de Panda está situado na parte meridional da província de Inhambane, em Moçambique. A sua sede é a vila de Panda.
Tem limites geográficos, a norte com o distrito de Funhalouro, a leste com o distrito de Homoíne, a sul com o distrito de Inharrime, a sul e oeste com o distrito de Manjacaze da província de Gaza e a oeste com o distrito do Chibuto também da província de Gaza.
O distrito de Panda tem uma superfície de 6 852 Km² e uma população de 47 946, de acordo com os resultados preliminares do Censo de 2007, tendo como resultado uma densidade populacional de 7,0 habitantes/Km². A população recenseada em 2007 representa um aumento apenas de 3,0% em relação aos 46 539 habitantes registados no Censo de 1997.

## Divisão Administrativa
O distrito está dividido em três postos administrativos: (Mawayela, Panda e Urrene), compostos pelas seguintes localidades:
- Posto Administrativo de Mawayela:
  - Chivalo
  - Macavelane
  - Mawayela
- Posto Administrativo de Panda:
  - Massalane
  - Panda
- Posto Administrativo de Urrene:
  - Bilanhane
  - Djodjo
  - Machokwe

## Ligação externa
Perfil do distrito de Panda, Edição 2014